# Milton Luiz de Souza Filho
Milton Luiz de Souza Filho, född den 11 november 1961 i Rio de Janeiro, Brasilien, är en brasiliansk fotbollsspelare som tog OS-silver i fotbollsturneringen vid de olympiska sommarspelen 1988 i Seoul.